# かのこん・ないすばでぃ
『かのこん・ないすばでぃ』は、テレビアニメ『かのこん』及びPS2用ゲーム『かのこん えすいー』のキャラクターソングアルバム。2009年3月25日に5pb.Recordsから発売された。

## 概要
テレビアニメのOPとEDに加え、テレビアニメ版とPS2用ゲーム『かのこん えすいー』の限定版同梱CDに収録されていたキャラクターソングが収められている。なお、ゲームオリジナルキャラである天音と白音のキャラクターソングが新たに録音されている。ディスクジャケットには源ちずるのイラストが描かれている。

## 収録曲
1. PHOSPHOR（フルサイズ） [4:10]
歌：宮崎羽衣
作詞・作曲：奥井雅美 / 編曲：鈴木Daichi秀行
  - テレビアニメ『かのこん』オープニングテーマ
2. カラフル [4:29]
歌：ちずる（川澄綾子）
  - テレビアニメ『かのこん』キャラクターソング
3. 僕の恋人 [4:23]
歌：耕太（能登麻美子）
  - テレビアニメ『かのこん』キャラクターソング
4. アイのカタチ [6:14]
歌：望（竹内美優）
  - テレビアニメ『かのこん』キャラクターソング
5. 一期一会 [4:10]
  - 歌：あかね（斎藤千和）
  - テレビアニメ『かのこん』キャラクターソング
6. Pure my heart [3:56]
歌：蓮＆藍（門脇舞以、仲西環）
  - テレビアニメ『かのこん』キャラクターソング
7. 恋の炎（フルサイズ） [4:35]
歌：榊原ゆい
8. STRATEGY [3:17]
歌：宮崎羽衣
作詞：奥井雅美 / 作曲・編曲：MACARONI☆
  - Webラジオ『かのこんラジオ 〜耕太とちずるのゆやよん成長日記〜』オープニングテーマ
9. SWEET TIME [4:49]
歌：榊原ゆい
作詞：葉月みこ、作曲：富永豊、編曲：幡手康隆
  - Webラジオ『かのこんラジオ 〜耕太とちずるのゆやよん成長日記〜』エンディングテーマ
10. Happy Succession [3:17]
歌：宮崎羽衣
作詞・作曲：奥井雅美 / 編曲：MACARONI☆
  - PS2専用ゲームソフト『かのこん えすいー』オープニングテーマ
11. 恋のミラクル☆サマーバケーション [3:34]
歌：耕太（能登麻美子）、ちずる（川澄綾子）、望（竹内美優）
  - PS2専用ゲームソフト『かのこん えすいー』オリジナルソング
12. Time Limit [3:34]
歌：宮崎羽衣
  - PS2専用ゲームソフト『かのこん えすいー』挿入歌
13. 七夜月 [5:18]
歌：ハク（榊原ゆい）
  - PS2専用ゲームソフト『かのこん えすいー』キャラクターソング
14. 夏の祈り [5:18]
歌：榊原ゆい
  - PS2専用ゲームソフト『かのこん えすいー』挿入歌
15. 曇りのち晴れ [4:25]
歌：テン（喜多村英梨）
  - PS2専用ゲームソフト『かのこん えすいー』キャラクターソング
16. 永遠の恋 [5:27]
歌：榊原ゆい
作詞：葉月みこ / 作曲：沢村峻 / 編曲：大島こうすけ
  - PS2専用ゲームソフト『かのこん えすいー』エンディングテーマ
17. PHOPSTER（TVサイズ） [1:29]
歌：宮崎羽衣
  - テレビアニメ『かのこん』オープニングテーマ
18. 恋の炎（TVサイズ） [1:29]
歌：榊原ゆい
  - テレビアニメ『かのこん』エンディングテーマ